# Balsan (entreprise)
Pour les articles homonymes, voir Balsan.
Balsan est un créateur et fabricant de sols textiles (moquettes et dalles), premier producteur français du secteur et quatrième employeur de l'Indre. Société française rattachée au groupe Belgotex International, elle est héritière de la Manufacture royale du Château du Parc crée en 1751 à Châteauroux.
La branche confection de Balsan, rattachée au groupe Marck, est spécialisée dans la fabrication d'uniformes et d'équipements de protection.

## Histoire

### La Manufacture du Parc

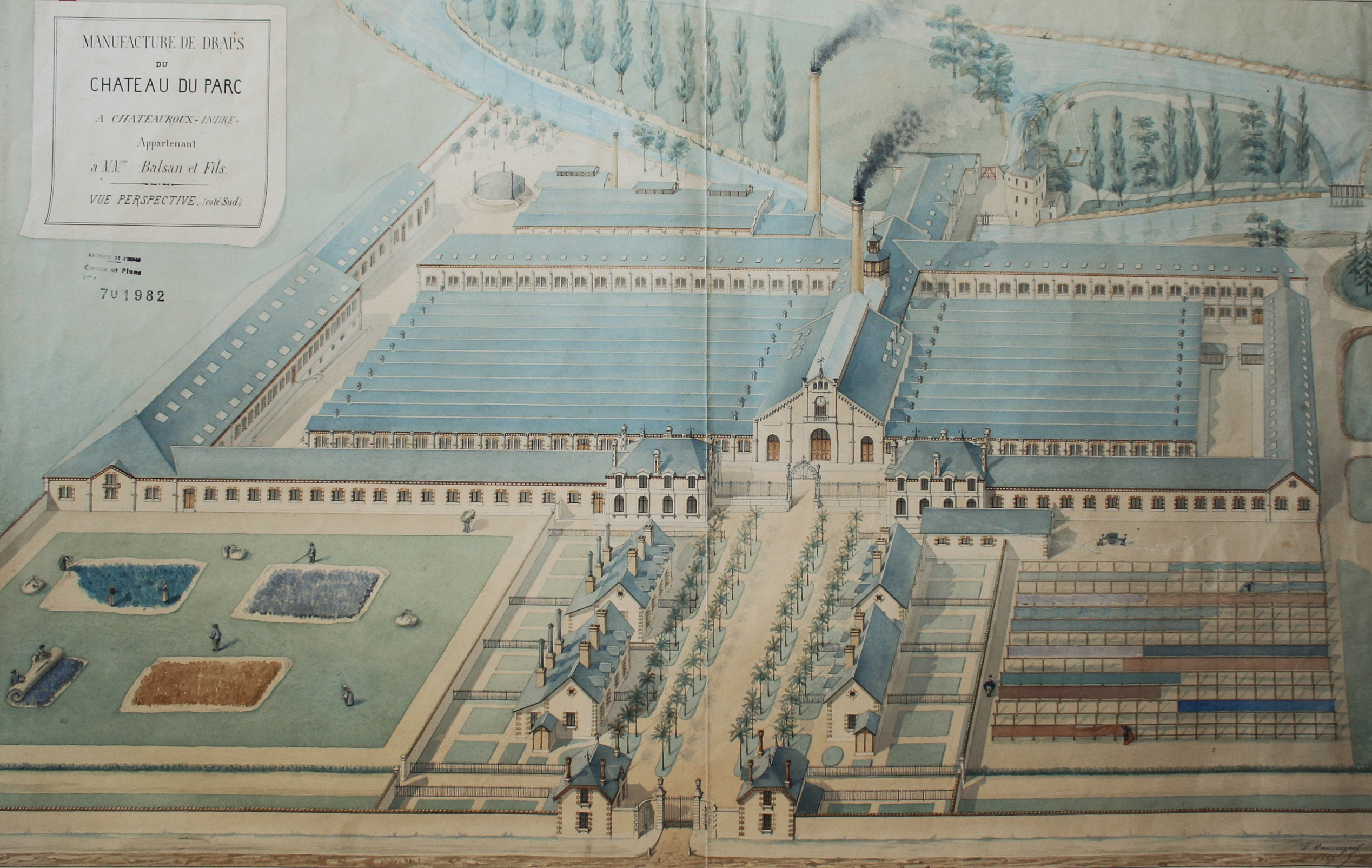
Manufacture du Parc - Plan Alfred Dauvergne - 1862-Sud

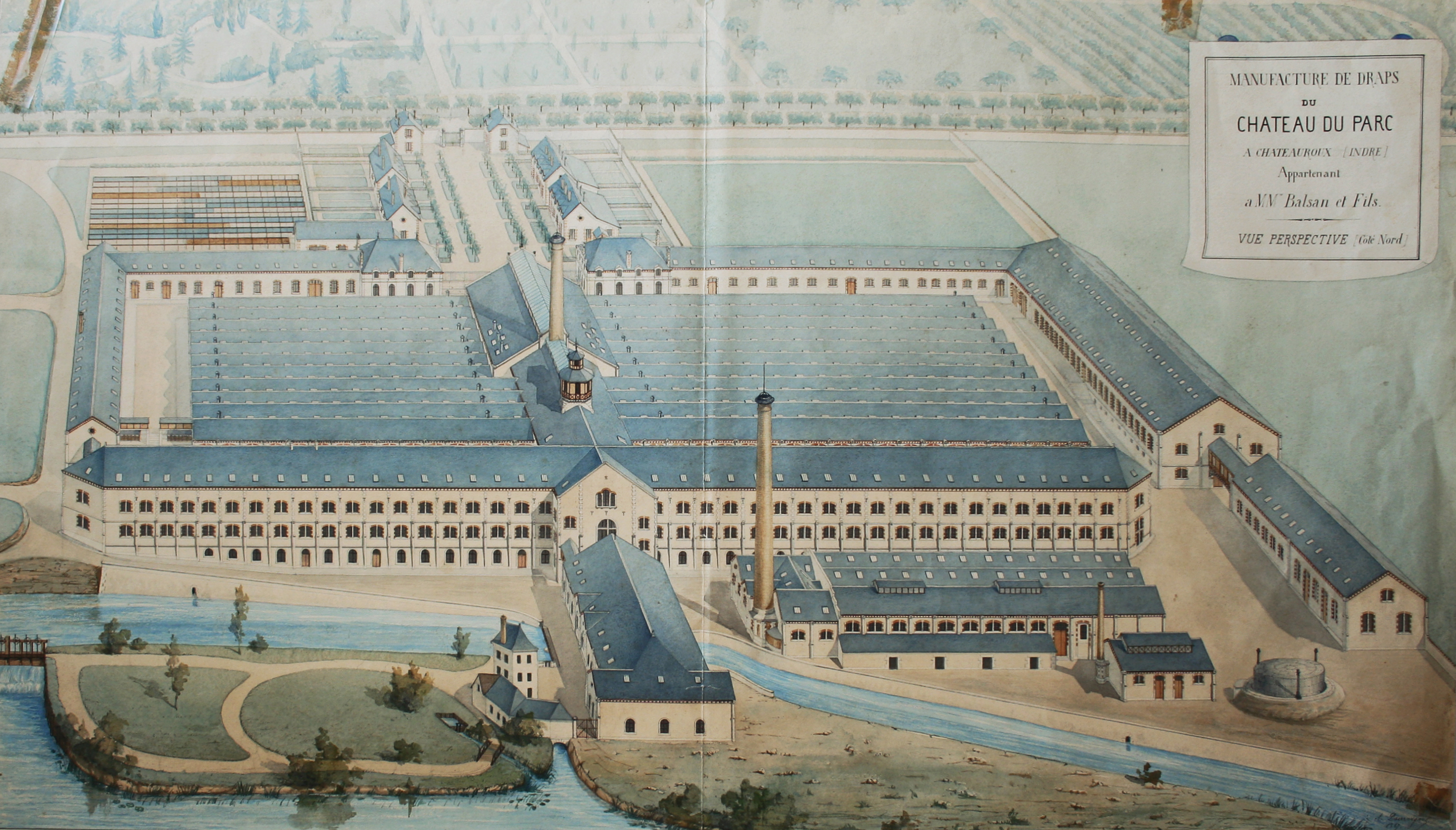
Manufacture du Parc - Plan Alfred Dauvergne - 1862-Nord

En 1751, Louis XV concède à Jean Vaillé le droit de créer la Manufacture Royale du Château du Parc, ou manufacture royale du Parc de Châteauroux, dans les alentours dudit château à Châteauroux, ville pionnière de l'industrie drapière. Les premiers bâtiments sont construits en 1752, mais l'activité débute véritablement vers 1755. Les périodes de prospérité alternent avec des épisodes plus difficiles, mais la Manufacture s’impose dans le paysage économique de Châteauroux et du Bas-Berry dont elle devient la première entreprise de l'époque. Elle conforte ainsi une puissante tradition textile locale qui perdure jusqu’à nos jours. La manufacture a fait l'objet de nombreuses publications sur son organisation et le respect des conditions de vie des ouvriers.

### Les établissements Balsan

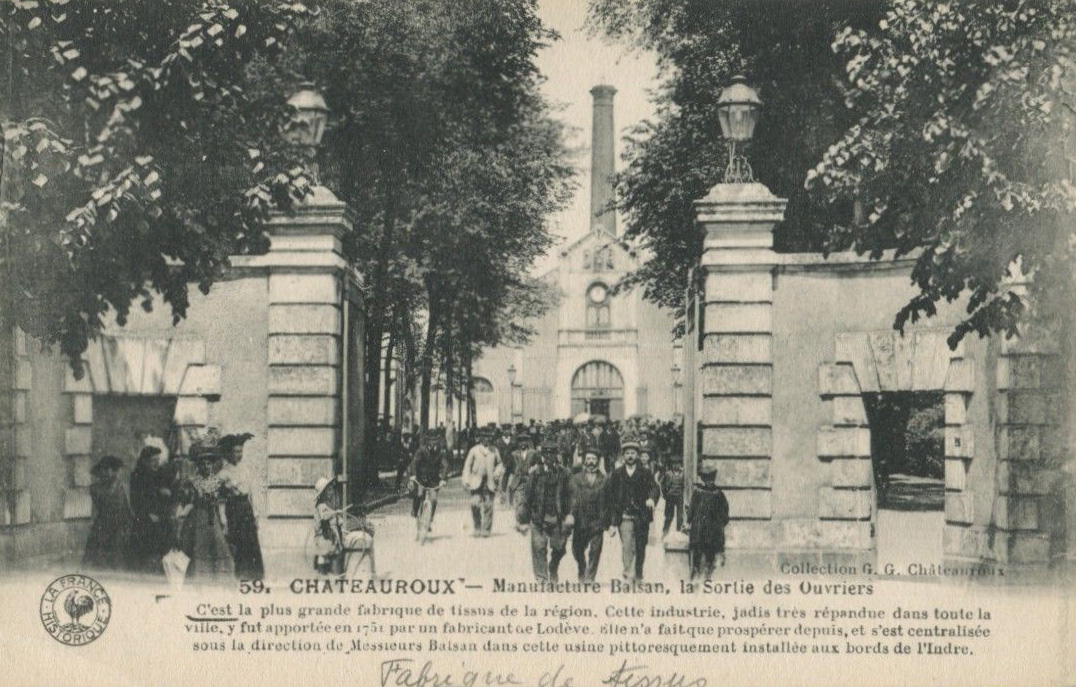
Manufacture Balsan en 1880 à Chateauroux

À partir de 1856, le nom Balsan devient associé à la manufacture. Jean-Pierre Balsan la rachète et lui donne un nouveau souffle. Il associe rapidement ses deux fils, Auguste et Charles et l'entreprise prend le nom de MM Balsan et fils. De 1860 à 1869, une nouvelle usine est réalisée par l'architecte Henry Dauvergne, le projet est innovant et ambitieux : outre les 60 000 m² d'ateliers et d'entrepôts, elle rassemble dans son parc des bâtiments administratifs, une usine de production de gaz, des châteaux d'eau, une cité ouvrière de 100 habitations, un dispensaire et des écoles. Ses dirigeants, Auguste et Charles Balsan mènent tous les deux en parallèle une carrière politique, ils sont tour à tour élus députés de l'Indre. Le second prône notamment le capitalisme social et paternaliste. Il travaille sur des lois relatives à l'emploi des femmes, le secours mutuel ou les accidents du travail.
En 1912, l'entreprise devient la "Société Anonyme des Établissements Balsan". Elle fabrique alors principalement du drap cardé destiné à la conception d'uniforme dont le célèbre « bleu horizon » des poilus de la Grande Guerre qui sort des usines de Châteauroux.

### La reconversion de 1955
En 1954, Louis Balsan succède à son cousin François aux rênes de l'entreprise. Diplômé de Sciences Po et de l'Université Harvard, il fut déporté pendant la Seconde Guerre mondiale. Il dirige l'entreprise avec un esprit visionnaire en l'orientant vers un procédé nouveau qu'il rapporte des États-Unis : le tuftage, opération qui vise à confectionner de la moquette avec une machine à tufter. L'entreprise se diversifie alors avec la fabrication de moquette et de tapis tuftés de cinq mètres de large sur des machines uniques en France. Il investit également dans les machines à teindre. Le développement social de l'entreprise se poursuit avec l'introduction de stages rémunérés, la création d’une crèche et d'un restaurant d'entreprise.
En 1972, Louis Balsan décide de la construction d’une nouvelle usine à Corbilly (Arthon) suivant le concept novateur pour l'époque d'« usine à la campagne ». Inaugurée le 22 juin 1974, l’usine connaît quelques difficultés qui conduiront Louis à céder l’affaire au Groupe Textile Bidermann en mai 1975. La production de moquette migre progressivement depuis le site de Châteauroux vers celui d’Arthon jusqu'en 1982. Acquis par la ville en 1988, le site historique de l’avenue de la Manufacture reste un élément structurant de la ville et un important lieu de vie,, il devient le quartier Balsan, un écoquartier de la commune.
En 1987, la branche confection de Balsan est cédée à Devaux puis à la société Oury en 1996, et enfin au groupe Marck en 2012. Cette branche est notamment spécialisée dans la confection d'uniformes de prestige tels que les grands uniformes de l'École polytechnique ou de Saint-Cyr.
Également en 1987, le groupe belge Louis de Poortere acquiert la société générale Textile Balsan et double la superficie de l'usine pour atteindre 45 000 m². Louis de Poortere dépose le bilan en août 2000.
En janvier 2001, Associated Weavers International rachète les activités de la société Balsan. À cette époque, Balsan produit avec plus de 200 collaborateurs sur ses deux sites d'Arthon et de Neuvy (racheté en 1999), 10 millions de m² de moquette par an dont 45 % sont vendus à l'export (dans 75 pays).
En 2018  Balsan élargit son savoir-faire et propose désormais une gamme de sols vinyles.

## Entreprise

### Implantation
Balsan est implanté dans l’Indre, dans le centre de la France, sur deux sites industriels :
- L’usine d’Arthon, 45 000 m2, spécialisée dans la fabrication des moquettes en lés qui compte près de 220 employés
- L’usine de Neuvy-Saint-Sépulchre, 10 000 m2, spécialisée dans la fabrication des dalles de moquettes qui emploie une vingtaine de personnes

### Production
Balsan qui appartient aujourd’hui au groupe Belgotex International propose de la moquette en lés et en dalles (plus de 2000 références : 70 % des produits moquette, 30 % dalles textiles). La société commercialise ses produits par le biais de partenaires distributeurs ou entreprises de pose pour les surfaces de bureau, résidentielles où dans l’hôtellerie. Trois solutions sont ainsi proposées : Home (24 collections), Office (22 collections) et Hotel (23 collections).

### Chiffres clés
En 2014, l’entreprise réalise un chiffre d’affaires de  61 725 200,00€. 55 % de son chiffre d’affaires est effectué en France, le reste à l’export dans 55 pays.

### Président
Depuis janvier 2022, Balsan est présidé par Christophe Pouille.

### Valeurs
L’entreprise qui se définit comme citoyenne s’engage pour le développement durable en privilégiant 4 axes : 
- La mise en place d’un système de management de l’environnement dont l’un des objectifs est d’obtenir la certification NF EN ISO14001,
- Faire des efforts en matière de réduction de ses consommations afin de limiter son impact sur l’environnement,
- L’intégration de l’écoconception dans ses modes de développement de produits et de procédés,
- Le développement d’une filière de collecte et de valorisation des déchets de moquette après utilisation afin d’impliquer l’ensemble des acteurs nationaux.